# Dębosznica
Dębosznica – rzeka w województwie zachodniopomorskim, długości 32 km, płynąca po Równinie Gryfickiej następnie Wybrzeżu Trzebiatowskim.
Rzeka swoje źródło bierze w gminie Rymań na zachód od wsi Leszczyn, a także koło dawnego PGR Strzębielewo. Za Strzebielewem do rzeki wpada od prawego brzegu struga Lędówka. Dębosznica dalej biegnie przez gminę Siemyśl. Na północ od Świecia Kołobrzeskiego do rzeki od zachodniego brzegu wpada potok Lnianka.
Rzeka Dębosznica płynie w wąskiej, silnie zatorfionej dolinie.
W gminie Kołobrzeg na zachód od wsi Głowaczewo znajdują się dwa jazy rozdzielające wody Dębosznicy. Zachodni jaz tworzy potok Łużanka, który jest dolnym biegiem Dębosznicy. Natomiast przez wschodni jaz wody płyną do rzeki Błotnicy odległej ok. 1 km. 
Oba cieki wodne uchodzą do jeziora Resko Przymorskie.
W 2011 r. przeprowadzono ocenę jakości wód w punkcie kontrolno-pomiarowym k. wsi Głowaczewo, której wyniki umiarkowany potencjał elementów biologicznych, dobry potencjał elementów fizykochemicznych i hydromorfologicznych oraz umiarkowany potencjał ekologiczny.
Nazwę Dębosznica wprowadzono urzędowo w 1948 roku, zastępując poprzednią niemiecką nazwę Kreiher Bach. 

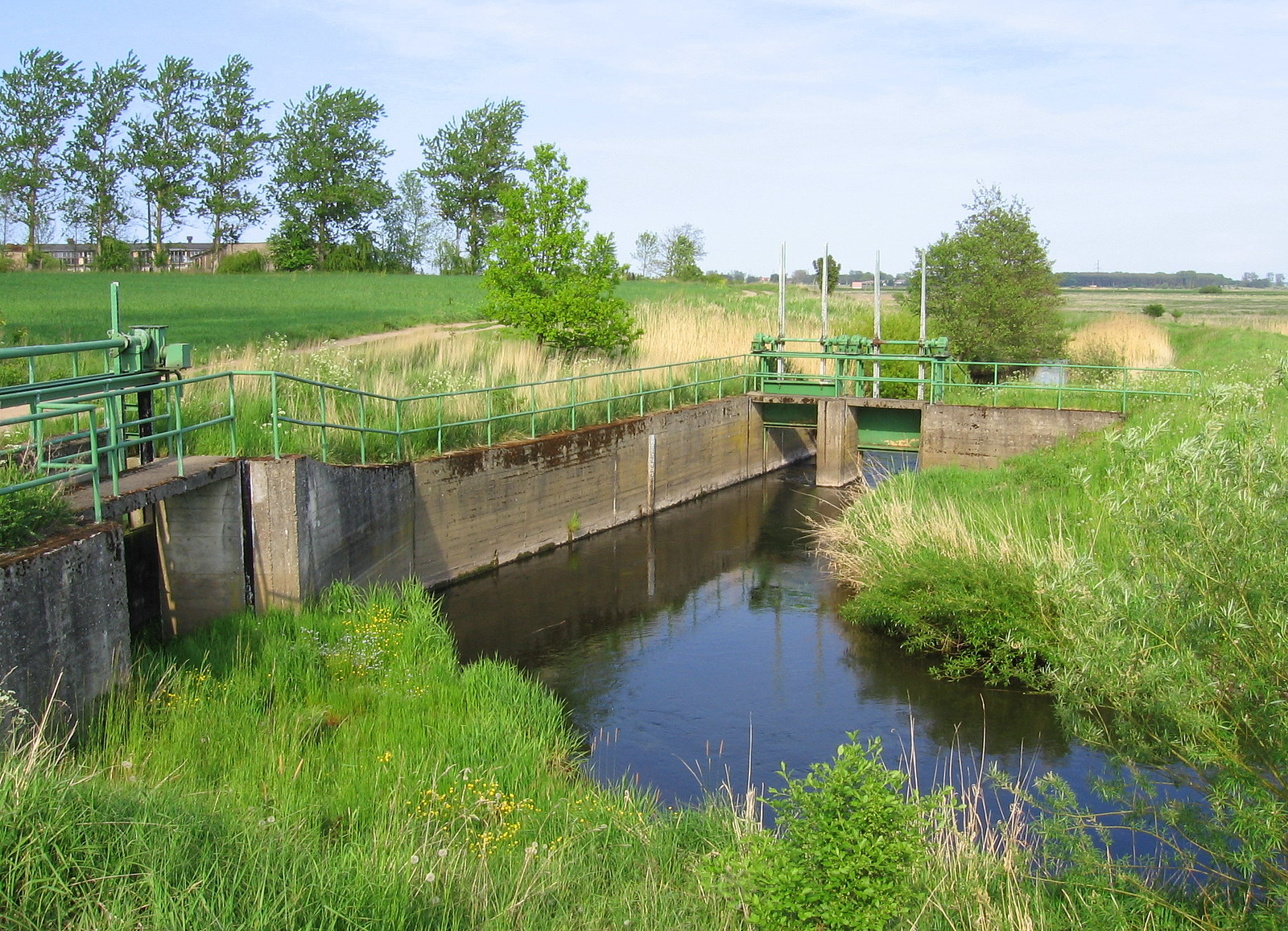
Jaz Dębosznicy biegnącej do Błotnicy (po prawej), jaz Łużanki (po lewej)